# さんまのまんま
『さんまのまんま』は、関西テレビ制作のフジテレビ系列のトークバラエティ番組。明石家さんまの冠番組の1つ。
1985年4月8日から2016年9月24日までレギュラー放送され、レギュラー終了後は不定期特番として年に3〜4回程度放送されている。

## 概要
明石家さんまの自宅マンションに見立てた番組セットに、毎回ゲスト1組（スペシャルの場合は多数が出演）を招いてさまざまなトークを展開する。当初は無観客で収録が行われていたが、2000年代以降の放送では、約20人程度の女性の観客を入れている。また、セット後方の床の間には、ゲストにまつわる一言が書かれた掛け軸が掛けられている。
制作局の関西テレビのほか、全国各地で放映されている（フジテレビを含めフジテレビ系のほぼ全局で放送されているものの、スペシャル版を除けば基本的に番組販売で系列局に販売されている番組であり、ネット各局によって放送時間も異なることからローカル番組として扱われる場合もある）。番組には主題歌もあり、作詞：明石家さんま、作曲：桑田佳祐、ダンス振付：中森明菜というメンバーで作られている。
ゲストは新人・若手・ベテランといったキャリア、お笑いタレント・ミュージシャン・俳優などといったジャンルを問わず幅広く出演している。
収録はレモンスタジオ（東京メディアシティ内、関西テレビ関連会社）で行われている。同所での収録は1992年3月からである。初期はフジテレビ本社（当時、新宿区市谷河田町）のスタジオで、1980年代末期頃からレモンスタジオへ移転するまでの間は渋谷ビデオスタジオでそれぞれ収録を行っていた。フジテレビで収録していた時代は「制作協力：フジテレビ」のクレジットがスタッフロールに毎週含まれていた。
お正月や秋の改編期に毎年2回、総集編を兼ねたスペシャル番組「さんまのまんまスペシャル○○（西暦）」、「新春大売出し!さんまのまんま」を全国ネットで放送している（概ね正月2日15時45分 - 18時30分に放送される）。レギュラー放送時代は、3ヶ月に1回程度で総集編「臨時発売!さんまのまんま大全集」が放送されていた。こちらは土・日を中心に放送されるが、各局とも放送日が異なっており、地域によっては特番やスポーツ中継による枠の確保ができない場合、2 - 3本まとめて放送されたケースもある。
当初は、全国ネットでもゴールデンタイム・プライムタイムの一律同時スポンサードネットで放送される予定もあったが、さんまが「ゴールデンで放送してしまうと番組の趣旨が変わる」という理由で拒否した。レギュラー放送末期は全国的に土曜に放送するネット局が圧倒的に多かったが、東海テレビのように平日に放送されているケースもあった。関東地区では後述のように長年深夜枠で放送されていたことから、出演者の中にはこの番組を深夜番組と認識していた人も多く、比較的あけすけなトークをするゲストも多かった。
最高平均視聴率は1987年1月12日放送分の31.8%。
かつて「なんばグランド花月」の地下にあった施設「吉本笑店街」に「マンマベーカリー」というブースがあった。名前こそパン屋であるものの実際は「さんまのまんま」のヒストリーブースとなっており、番組の歴史を垣間見ることができた。
2007年3月23日（フジテレビでは4月6日）放送で放送1000回目を迎えた。その日のゲストはビートたけし。放送1001回目のゲストは、さんまの師匠でもある笑福亭松之助（数年ぶりの共演）だった。その後は松田聖子、長渕剛、松本人志などといったゲストが続いている。このことに関しさんまは「（民放連から外れたから）開き直っているな」と皮肉交じりに話した。
2007年4月13日放送分からハイビジョン制作の放送を開始。また、同放送分から「にゃんま」という猫のキャラクターが新たに登場した（「にゃんま」は、まんまの彼女という設定である）。ただし2010年代以降は「にゃんま」の登場機会が減っている。
関西テレビ制作のバラエティ番組としては一番の長寿番組となり、『ノックは無用!』が持っていた22年9ヶ月という記録を2008年1月に塗り替えた。番組開始から25年を経た2010年、初のDVDとして『さんまのまんま〜永遠のスター編〜』が同年10月2日に発売された。
2016年9月をもってレギュラー放送を終了し、以後は年2回ペースで特別番組として放送することが2016年8月4日に正式に発表された。そして、同年9月24日放送分をもって32年間のレギュラー放送に終止符を打ったが、不定期特番として放送されている。レギュラー放送最終回のラストでは10月に放送される特番について告知を行ったのみで、番組中ではレギュラー放送の終了については触れなかった。後継番組は同年11月5日に放送開始した『おかべろ』。
後日談として、当初は2年前の2014年にレギュラー放送を終了する予定だったが、放送期間を延長した理由が2011年8月に芸能界を引退した、同期で盟友の島田紳助の芸能界復帰を待っていたためであると、2016年11月26日放送の『誰も知らない明石家さんま 初のロングインタビューで解禁!』（日本テレビ）でさんまが明かしていた。
2018年1月13日の16:30 - 17:00に「星野仙一さん追悼」、2018年2月25日の16:55 - 17:25に「大杉漣さん追悼」として、当番組に出演した回が、関西テレビにて再放送され、ネット局でも放送された地域がある。
レギュラー放送開始時からタイトルロゴ（初代のデザインは山形憲一）は一貫して変わっていなかったが、2020年夏のスペシャルより2代目のものに変更された（新春スペシャルの「おすすめ芸人コーナー」で用いる襖には初代ロゴが残存している）。
2022年6月、日本映画専門チャンネルにて「さんまのまんまシアター」として、さんまの真似をする原口あきまさと「まんま」が出演するOPを付属して、傑作選が放送された（ゲストが出演する映画も、あわせて、放送された）。
レギュラー放送時から、年末年始など長時間スペシャル版は番組前半がネットセールス枠となり、提供クレジットは関西テレビから出されていた。しかしレギュラー放送終了後（スペシャル版、特にゴールデンタイムでの放送時）は、関西テレビの責任枠以外の時間帯（つまりはフジテレビの担当枠）に放送されることが多くなっており、この場合は関西テレビから一旦フジテレビを経由して全国ネットされることから、提供クレジットも関西テレビではなくフジテレビから送出されている。

## 出演者

### 司会
- 明石家さんま

「おすすめ芸人コーナー」進行（新春SPのみ）
- 今田耕司

### ゲスト
- 他 ゲスト1組（スペシャル放送では多数出演）

### ナレーション
- 大森章督 - 以前はスペシャルのみ。現在はタイトルコールを担当。

## 演出

### 構成
- オープニング

当初は1分間程度のオープニング映像から始まっていたが、現在は簡素なオープニングタイトルのみである。
- 本編

さんまが住むマンションの一室に客が訪問、インターフォンを押すという趣向で始まる。長年さんまは玄関まで赴いてゲストを迎えていたが、コロナ禍の際は接触を避けるため玄関には行かず、中からゲストに入ってくるように促している。さんまはゲストに飲み物を振る舞うが、アシスタントは特にいないので、さんま自ら給仕を行う。
- エンディング

まんまが飼われているベランダにさんまが向かい（しばしばゲストも同行）、まんまとゲームやクイズに興じる。

### マスコットキャラクター
当番組のマスコットキャラクターに「まんま」という着ぐるみの犬型宇宙怪獣（通称・まんまちゃん）がいる。性別はオス、身長約170cm、体色はオレンジ色で、垂れた耳と手足、鼻の部分がこげ茶色。眠たげな目と大きなおなか、赤いデベソが特徴。宇宙船が故障して地球に不時着し、宇宙船は使えなくなったため助けを求めて出会ったさんまに食料を貰い、さんまのもとで飼われている設定。宇宙怪獣だといえる理由をプロデューサーを務めた松本清は「立って歩いているから」と発言している。スーツアクターは岡崎薫で、さんまは「内臓」もしくは「岡崎犬（おかざきいぬ）」と呼んでいる。もちろん喋れない設定なので、全てジェスチャーでさんまに伝えなければならないため身振り手振りで悪戦苦闘している。引っ張られると体が倍程度伸びるという。
同じフジ系のラフくんに似ている。
1987年にまんまのキャラクターの絵柄・図案が使用された缶ジュースが発売された事がある。
まんまはテレビ朝日系列『さんまのナンでもダービー』にも、放送局系列の垣根を越えて出演した経験がある。また、1986年には森永製菓『おっとっと』のCMでまんまが出演するバージョンが放送された。
2015年9月5日の放送で、岡崎が十二指腸潰瘍で緊急入院したことがさんまから明かされた（手紙を持った小さいまんまのぬいぐるみが代わりに置かれていた）。

### 初回のゲスト
記念すべき第1回のゲストは榊原郁恵。ゴシップ雑誌の突撃取材から逃れるため（当時榊原は、後に結婚することになる渡辺徹との交際が話題にされていた）、さんまの部屋に逃げ込んでくるという導入部分が設けられた。ちなみに、さんまはその榊原と渡辺の共演したドラマに出演していて2人と懇意だった。

### 喫煙トーク
さんまがヘビースモーカーであることから、開始当初はゲストと喫煙しながらトークすることがあったが（ゲストがさんまより目上の人物や、未成年の人物、成年であってもアイドル・スポーツ選手など喫煙によってイメージの悪くなる人物は除く。ゲストが喫煙するケースもあるが、ほとんどの人物は、非喫煙者もしくは、さんまより目下の人物であるため喫煙する人物はごく稀である）、現在は喫煙を取り巻く環境の変化に伴い、2008年12月31日を最後に喫煙トークは廃止された。

## 特別版

### 臨時発売! さんまのまんま大全集
通常時、放送されてから3ヶ月程経過してからの放送回を繋げた傑作選のダイジェスト版。この際には、ゲストがさんまの家のセットに入る前の未公開シーン等が流れ、ルー大柴がゲスト出演した際は、関西テレビでしか見られない放送前の番組予告を流したこともあった。
関西テレビでは長らく土曜日14 - 16時台での放送だったが、日曜に放送されることも稀にあり、「モモコのOH!ソレ!み〜よ!」が14:25開始となってからは基本的に日曜日の16:00 - 17:25に放送されていた。また、ゴールデンタイム時代に特番やスポーツ中継による枠の確保ができない場合、「さんまのまんま特売号」として2 - 3本まとめて放送されたことがあった。
他のFNS系列各局でも土日祝の編成の空いた時間帯（祝日では通常番組休止時の穴埋め番組）に放送が行われている。

### さんまのまんま新春SP
1988年から毎年1月2日もしくは1月3日の15:45 - 18:30（JST）に放送されている正月特別番組。長らく「新春大売り出し!さんまのまんま」のタイトルで放送（2021年まで）。関西テレビをキー局に（当然提供出しやCMなどの送出も担当）、一部地域を除いてFNS系列各局で同時ネットされる。なお、2011年以降は前半と後半はネットスポンサー、中盤はローカルスポンサーとなる。
通常時と大きく異なる点は、ゲスト1人もしくは1組の途中でもう1人・1組以上登場し、2組以上でさんまとトークを行うリレー形式のスタイルとなっている。そして、今まで放送された傑作選もダイジェスト版で流すこともある。
2001年の最初の回は、それまでとは違って元日からの放送となり、さんまにとって久々の共演となったタモリが登場した。この回では他にも細木数子、石原慎太郎、パパイヤ鈴木らが後から登場した。
2018年は、沢尻エリカ、松坂桃李、博多華丸・大吉、タカアンドトシ、村田諒太、田中将大、福原愛がトークゲストとして出演した。ミニコーナーではゲストが新年の抱負を絵馬に書き記した。番組最後のグッズプレゼントコーナーに銀シャリが出演し、鰻和弘がまんまグッズをデザインしカレンダーのプレゼント募集を行なった。
2006年から従来のスタイルに加え、番組後半には今田耕司がゲスト兼進行役として当時知名度の低かった芸人を揃えた後輩芸人を紹介するネタ見せコーナーが開始され、恒例企画となっている。このコーナーにはさんま・今田に加え、2008年から2017年まで井上真央が毎年出演していた（本人曰く「唯一のレギュラー（番組）」）。2018年は、井上に代わって見届け人として福原愛（卓球選手）が出演（これが出産後、さんまとの初共演となった）。2019年は福原に代わって石原さとみが見届け人として出演。2013年までは対象が吉本興業（よしもとクリエイティブ・エージェンシー）所属の芸人に限られていたが、2014年からは吉本以外の芸人も登場するようになった。近年はこの番組の出演がきっかけとなり「R-1ぐらんぷり」に出場する芸人もいる。2024年は井上が7年ぶりに出演。
| 2006年 | くまだまさし - 大西ライオン - ガリットチュウ                                                     |
| 2007年 | チャド - レアレア - ムーディ勝山                                                                 |
| 2008年 | エド・はるみ - 渡辺直美 - もう中学生 - 畑中しんじろう                                            |
| 2009年 | エハラマサヒロ - インポッシブル - 三浦マイルド - フレンチブルドッグ                              |
| 2010年 | ハンマミーヤ - シューレスジョー - アロハ - DH億                                                  |
| 2011年 | 山田ひろあき - デニス - マテンロウ                                                               |
| 2012年 | ベイビーギャング - 森田まりこ - 背中バキボキズ - ガリットチュウ                                  |
| 2013年 | ミルクボーイ - 吉田たち - ハロー植田 - ぬりえ                                                    |
| 2014年 | メイデン玉砕 - 鈴木奈都 - ゆりやんレトリィバァ - 馬と魚 - 永野                                   |
| 2015年 | インディアンス - とにかく明るい安村 - 石井てる美 - ウエスP - ZAZY                                |
| 2016年 | アキラ - マルセイユ - パーマ大佐 - ゲラゲラ星人 - しゃかりき - ガリットチュウ                    |
| 2017年 | 祇園 - 蛙亭 - ディフェンスの要潤 - 大自然                                                        |
| 2018年 | 新鮮なたまご - 清友 - 小森園ひろし - ゆるえもん                                                  |
| 2019年 | パーティーパーティー - レッドガオ - ぼびぼびお - LOVE                                            |
| 2020年 | 上木恋愛研究所 - カベポスター - 侍スライス - キャツミ                                            |
| 2021年 | ヤブキサドヤ - ヒロカズ劇場 - ねこ屋敷 - マイスイートメモリーズ                                  |
| 2022年 | TCクラクション - 無限グットマン - ハイツ友の会 - 下川はじメロディ                                |
| 2023年 | オーサカクレオパトラ - かけおち - cacao - ソマオ・ミートボール                                   |
| 2024年 | マイファザー - 友田オレ - 中山女子短期大学 - ビューティフルボーイズ - ラブリースマイリーベイビー |
| 2025年 | ぺ - ベルナルド - 清川雄司 - もしもし☆コールミーテレフォン                                       |

### さんまのまんまスペシャル（ゴールデンタイム・プライムタイム）
『さんまのまんまスペシャル20○○』と題された全国ネットでのゴールデンタイム・プライムタイムのスペシャル版が、1992年から毎年秋の改編期（9月下旬または10月上旬）に放送されている。
放送日がゴールデンタイムの月曜日・火曜日・日曜日の21:00 - 23:24頃（JST）の編成だった場合は、関西テレビがネットセールス分の提供出し・CMも含めネット局への送出局となる。それ以外はフジテレビが送出局となり、関西テレビ・フジテレビの共同制作となる。2010年以降はタイトル名が異なる。
放送初年の1992年から2000年までは放送曜日が固定されていなかった（1995年・1998年は月曜日、1997年・2000年は火曜日、1999年は水曜日、1993年は木曜日、1992年・1994年・1996年は金曜日の放送だった）が、2001年から2006年までは水曜日の21:00 - 23:18（JST）に編成されていた。
これは、かつてさんまがメイン司会として出演していた『明石家マンション物語』→『明石家ウケんねん物語』（両番組とも水曜22時台・フジテレビ制作）の名残であった。その後、2007年からは再び放送曜日が固定されなくなったものの、2010年から2013年まで（2011年は除く）はさんまが司会として出演している『ホンマでっか!?TV』（フジテレビ制作）の枠の関係で再び水曜日に固定され、2014年から（2017年秋は除く）2019年は『赤と黒のゲキジョー』→『金曜プレミアム』枠（基本的にフジテレビ制作）の影響で金曜日に固定されている。ドラマ枠が廃枠になった後の2020年夏は金曜日に据えたまま、単発特番扱いで放送している。唯一、土曜日に関しては『土曜プレミアム』枠あるのにもかかわらず2023年現在に至るまで放送されていない。
レギュラー放送終了後の2017年からは、秋の改編期以外の春や夏といった他の季節でも不定期でスペシャルが放送されている。
詳細は下記の通りだが、基本的には関西テレビが制作局なので無印。関西テレビとフジテレビの共同制作の場合は太字で表記する。
| 回数   | 放送日                   | 放送時間（JST） | 放送タイトル                                        | 備考 |
| ------ | ------------------------ | --------------- | --------------------------------------------------- | --- |
| 第1回  | 1992年10月2日（金曜日）  | 21:00 - 22:52   | さんまのまんまスペシャル1992                        | |
| 第2回  | 1993年10月7日（木曜日）  | 21:00 - 23:24   | さんまのまんまスペシャル1993                        | |
| 第3回  | 1994年10月7日（金曜日）  | 21:00 - 22:52   | さんまのまんまスペシャル1994                        | 『金曜エンタテイメント』枠にて放送。 |
| 第4回  | 1995年10月9日（月曜日）  | 21:00 - 23:24   | さんまのまんま ほんまのスペシャル'95                | |
| 第5回  | 1996年10月4日（金曜日）  | 21:00 - 22:54   | さんまのまんまスペシャル'96                         | 『金曜エンタテイメント』枠にて放送。 |
| 第6回  | 1997年9月23日（火曜日）  | 21:00 - 23:24   | さんまのまんまスペシャル'97                         | 初めて9月に放送。 秋のSPでは最も早い放送日となった。 |
| 第7回  | 1998年9月28日（月曜日）  | 21:00 - 23:24   | さんまのまんまスペシャル'98                         | |
| 第8回  | 1999年10月6日（水曜日）  | 21:00 - 23:18   | さんまのまんまスペシャル'99                         | |
| 第9回  | 2000年10月3日（火曜日）  | 21:00 - 23:18   | さんまのまんまスペシャル2000                        | |
| 第10回 | 2001年10月3日（水曜日）  | 21:00 - 23:18   | さんまのまんまスペシャル2001                        | |
| 第11回 | 2002年10月2日（水曜日）  | 21:00 - 23:18   | さんまのまんまスペシャル2002                        | |
| 第12回 | 2003年10月1日（水曜日）  | 21:00 - 23:18   | さんまのまんまスペシャル2003                        | |
| 第13回 | 2004年9月29日（水曜日）  | 21:00 - 23:18   | さんまのまんまスペシャル2004                        | 9月に放送されるのは1998年以来6年ぶり。 |
| 第14回 | 2005年10月5日（水曜日）  | 21:00 - 23:18   | さんまのまんまスペシャル2005                        | |
| 第15回 | 2006年10月4日（水曜日）  | 21:00 - 23:18   | さんまのまんまスペシャル2006                        | |
| 第16回 | 2007年10月9日（火曜日）  | 21:00 - 23:18   | さんまのまんまスペシャル2007                        | この年は水曜21時台に『明石家さんちゃんねる』（TBS）が放送されていたため。 |
| 第17回 | 2008年10月3日（金曜日）  | 21:00 - 23:22   | さんまのまんまスペシャル2008                        | 『金曜プレステージ』枠にて放送。金曜の放送は12年ぶり。 |
| 第18回 | 2009年10月16日（金曜日） | 21:00 - 22:52   | さんまのまんまスペシャル2009                        | 『金曜プレステージ』枠にて放送。 |
| 第19回 | 2010年10月13日（水曜日） | 21:00 - 23:18   | さんまのまんま 25周年記念スペシャル                 | この年は水曜23時台前半の枠が関西テレビの制作枠だったため、 関西テレビの単独制作となった。小林姉妹は2回目の共演。 |
| 第20回 | 2011年10月2日（日曜日）  | 21:00 - 23:09   | さんまのまんま 27年目もしゃべりまっせSP             | 日曜の放送は秋のSPでは初。 この回は関西テレビ送出の放送で、 関西テレビの日曜21時からの送出は、 2007年1月14日の『発掘!あるある大事典II』以来4年9か月ぶりであった。 |
| 第21回 | 2012年9月26日（水曜日）  | 21:00 - 23:18   | さんまのまんま 秋のさんまは脂がノッてますSP         | 9月に放送されるのは2004年以来8年ぶり。 今回は制作局はカンテレ、送出局はフジテレビであった。 内容は『新春大売出し!さんまのまんま』とほぼ同様のスタイルである。 |
| 第22回 | 2013年9月25日（水曜日）  | 21:00 - 23:18   | さんまのまんま おもてなしでは負けないぞSP           | 9月の放送は2年連続で、水曜の放送も2年連続。 |
| 第23回 | 2014年10月3日（金曜日）  | 21:00 - 22:52   | さんまのまんま2014 30年目もありのまんま 秋の2時間SP | 『赤と黒のゲキジョー』枠にて放送。金曜の放送は5年ぶり。 |
| 第24回 | 2015年9月25日（金曜日）  | 21:00 - 22:52   | さんまのまんま 30周年秋スペシャル                   | 『金曜プレミアム』枠にて放送。金曜の放送は2年連続。 この回よりスタジオセットが一新。 |
| 第25回 | 2016年10月7日（金曜日）  | 21:00 - 22:52   | さんまのまんま 秋の夜長に旬なあの人たちが勢揃いSP   | 『金曜プレミアム』枠にて放送。金曜の放送は3年連続。 なお、レギュラー放送終了後の初のスペシャル。 また、この回が通算1450回目の放送となった。 |
| 第26回 | 2017年6月23日（金曜日）  | 19:57 - 21:49   | さんまのまんま 初夏に大笑いしましょかSP             | 『金曜プレミアム』枠にて放送。 なお、ゴールデン・プライムタイムのスペシャルでは初となる夏での放送。 |
| 第27回 | 2017年10月9日（月曜日）  | 21:00 - 23:28   | さんまのまんま 秋のさんまもゲストも脂がノッてますSP | この回は月曜22時台の枠が関西テレビの制作枠だったため、関西テレビ送出。 なお、月曜の放送は19年ぶり。 また、ゴールデン・プライムタイムのスペシャルでは史上最長の放送時間。 |
| 第28回 | 2018年4月27日（金曜日）  | 19:57 - 21:55   | さんまのまんま 春SP                                 | 『金曜プレミアム』枠にて放送。 なお、ゴールデン・プライムタイムのスペシャルでは初となる春での放送。 この回から同枠での放送時はフジテレビ・関西テレビほか 一部系列局を除き、21:49飛び降りとなる。 通常時の同枠はフジテレビ制作ではあるが、関西テレビ制作となるため、 同枠を2018年4月6日から通常時の21:49飛び降りとしている 関西テレビでも臨時フルネットとする （末尾6分をフジテレビほか一部系列局への裏送りとはしない）。                                                                          |
| 第29回 | 2018年10月26日（金曜日） | 19:57 - 21:55   | さんまのまんま 秋SP                                 | 『金曜プレミアム』枠にて放送。 秋のSPでは最も遅い放送日となった。 前回に引き続き、同枠での放送時はフジテレビ・関西テレビほか一部系列局を除き、 21:49飛び降りとなる。 |
| 第30回 | 2019年5月31日（金曜日）  | 20:00 - 21:55   | さんまのまんま 35年目突入スペシャル                 | 『金曜プレミアム』枠にて放送。春のSPは2年連続。 前回に引き続き、同枠での放送時はフジテレビ・関西テレビほか一部系列局を除き、 21:49飛び降りとなる。 |
| 第31回 | 2019年9月13日（金曜日）  | 20:00 - 21:55   | さんまのまんま 俺もそろそろ結婚したいなSP           | 『金曜プレミアム』枠で放送だが、この回が最終回。 前回に引き続き、同枠での放送時はフジテレビ・関西テレビほか一部系列局を除き、 21:49飛び降りとなる。 |
| 第32回 | 2020年6月19日（金曜日）  | 21:00 - 22:52   | さんまのまんま 35周年SP                             | 『金曜プレミアム』廃枠に伴い、単発特番扱いで放送。夏SPは3年ぶりとなる。新型コロナウイルス感染対策として、さんまはマスクにフェイスシールドと完全防備、また、ゲストとも距離をとって収録した。マスクやフェイスシールドはその後のスペシャルではしなくなったが、従来はインターホンが鳴るとさんまがゲストを迎えに玄関まで行っていた行動を、この回からはソーシャルディスタンスを取るためにしなくなり、インターホンが鳴るとさんまが中から入室するように促してゲストが自分でドアを開けて入るようになった。 |
| 第33回 | 2020年10月16日（金曜日） | 20:00 - 21:55   | さんまのまんま 秋SP                                 | |
| 第34回 | 2021年6月18日（金曜日）  | 20:00 - 21:58   | さんまのまんま 初夏SP                               | 同枠での放送時はフジテレビ・関西テレビほか一部系列局を除き、 21:52飛び降りとなる。 |
| 第35回 | 2021年10月1日（金曜日）  | 20:00 - 21:58   | さんまのまんま 秋SP                                 | 前回同様、同枠での放送時はフジテレビ・関西テレビほか一部系列局を除き、 21:52飛び降りとなる。 |
| 第36回 | 2022年6月17日（金曜日）  | 20:00 - 21:58   | さんまのまんま 初夏SP                               | 前回同枠での放送時はフジテレビ・関西テレビほか一部系列局を除き、 21:52飛び降りとなる。 |
| 第37回 | 2022年10月3日（月曜日）  | 21:00 - 22:48   | さんまのまんま 秋SP                                 | 5年ぶりに月曜ゴールデンタイムに放送された。 |
| 第38回 | 2023年7月7日（金曜日）   | 21:00 - 22:52   | さんまのまんま 初夏SP                               | |
| 第39回 | 2023年10月6日（金曜日）  | 21:00 - 22:52   | さんまのまんま 秋SP                                 | 「2023年ワールドカップバレーボール 男子」（ 日本× セルビア、19:00 - 20:54）編成に伴い、フジテレビ・関西テレビでは20:54 - 21:00に『まもなく!さんまのまんま』を別途放送 |
| 第40回 | 2024年6月28日（金曜日）  | 21:00 - 22:52   | さんまのまんま 40年目の夏が始まったSP               | |
| 第41回 | 2025年7月25日（金曜日）  | 21:00 - 22:52   | さんまのまんま 40周年夏SP                           | |

### 生放送スペシャル

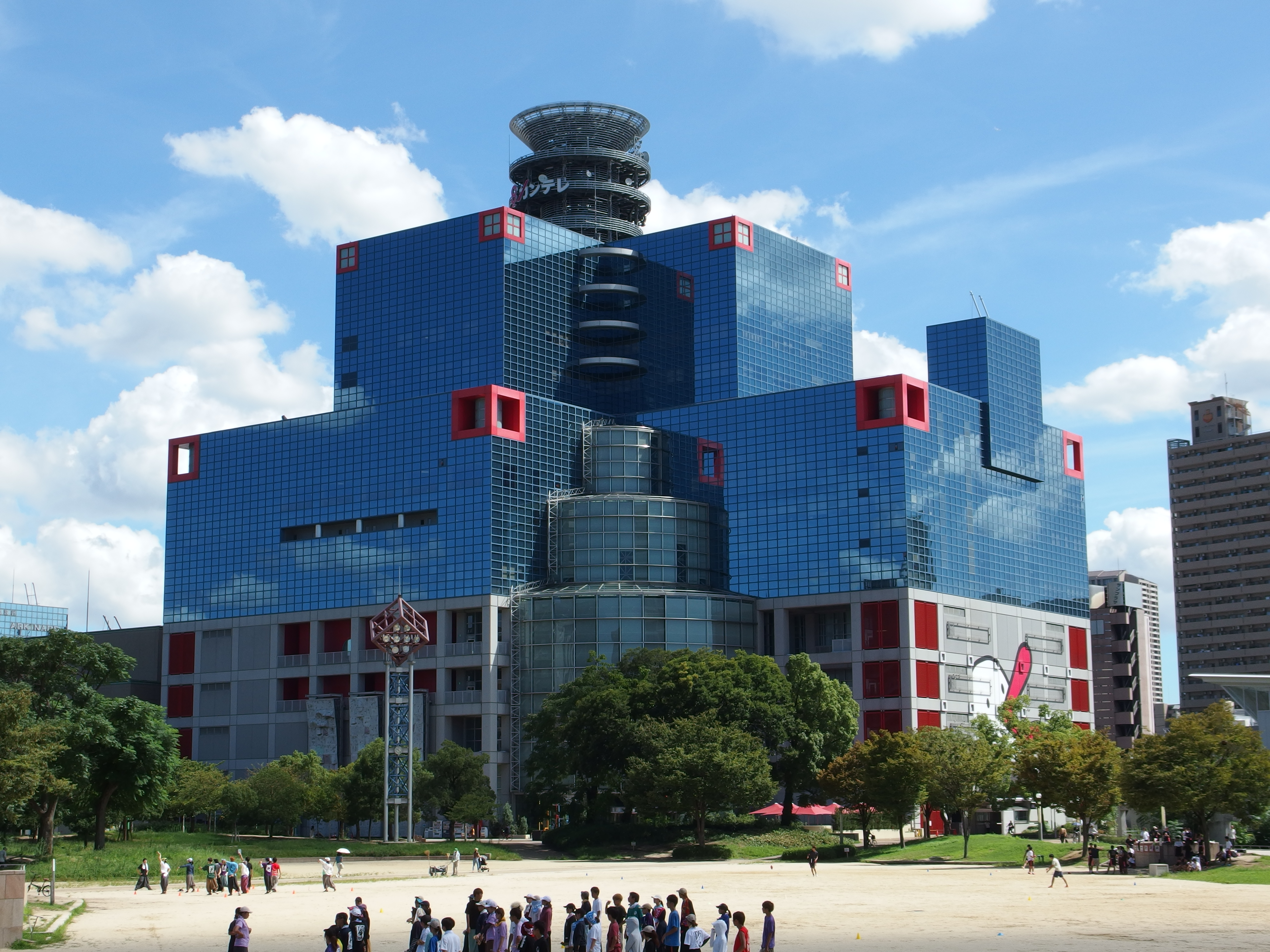
生放送スペシャルは関西テレビ本社で行われる。

2012年11月23日から11月25日までの3日間で放送される「関西テレビ開局55年目突入だよ!スペシャル3days」の一環として、放送開始以来初の生放送が2012年11月24日の15:00 - 17:30（JST）に『さんまのまんま 28年目で初めての生放送スペシャル in大阪』と冠してカンテレ本社（扇町キッズパーク(現：カンテレ扇町スクエア)）のスタジオより2時間半行われた。ちなみにさんまが本社スタジオに出演者として入るのは『ナイトパンチ』以来38年ぶりだったという。なお、生放送スペシャルはスタジオ音声を含めフル規格のステレオ放送を実施している。
前年に引き続いての大阪から生放送スペシャルが、2013年11月23日の15:25 - 17:25（JST）に『関西テレビ放送開局55周年特別番組 さんまのまんま大阪から生放送スペシャル』と冠して2時間の生放送が行われた。
2014年は単独での生放送スペシャルとなり、2014年11月22日の15:00 - 17:25（JST）の時間帯で放送された。
2016年は約1年半ぶりの生放送スペシャルとなり、2016年6月18日の15:00 - 17:30（JST）の時間帯で放送された。

### さんまのまんまSP特別編
2020年6月14日の16:00 - 17:25（JST）に全国ネットで放送。当初は同枠で『宮里藍 サントリーレディスオープンゴルフトーナメント・最終日』（フジテレビ制作）を放送予定だったが、新型コロナウイルス感染症の影響で、大会の全日程が中止となったため代替番組として編成。
放送内容は同年1月2日放送分「新春大売り出し!さんまのまんま」の再編集短縮版。

## 節目回数のゲスト
| 1回目    | 榊原郁恵 - 1985年4月8日                                              |
| 100回目  | 桃井かおり - 1987年6月1日                                            |
| 200回目  | プリンセス・プリンセス - 1989年7月3日                                |
| 300回目  | アジャ・コング - 1991年8月5日                                        |
| 400回目  | SAY´S - 1993年5月3日                                                 |
| 500回目  | 石田えり - 1996年1月5日                                              |
| 600回目  | マルシア - 1998年3月17日                                             |
| 700回目  | 桂三枝（現・六代桂文枝） - 2000年6月6日                              |
| 800回目  | 森下愛子 - 2002年8月16日                                             |
| 900回目  | 山城新伍・柳沢慎吾・風見しんご - 2004年12月17日                      |
| 1000回目 | ビートたけし - 2007年3月23日                                         |
| 1100回目 | 関根勤 - 2009年6月20日                                               |
| 1200回目 | 中村玉緒・浅田美代子 - 2011年7月30日                                 |
| 1300回目 | オール阪神・巨人・桂小枝・ぼんちおさむ・村上ショージ - 2013年8月24日 |
| 1400回目 | 中園ミホ - 2015年9月19日                                             |
| 1449回目 | 森昌子 - 2016年9月24日                                               |

## テーマ曲・主題歌
レギュラー最終回時点のエンディングテーマ
- 山口智充「自分のまんまで」（2014年1月2日放送の『新春大売り出し!さんまのまんま』以後、エンディングテーマに使用）

歴代オープニング・エンディングテーマ
- 放送開始当初：ベン・E・キング「スタンド・バイ・ミー」
- 1986年：KUWATA BAND「FEEDBACK (理由なき青春)」
- 1986年：TOPS「世界の天気屋」
- 1987年：PSY・S「Woman・S」
- 1987年：松野大介「ゴマスリ行進曲」
- 1988年：FAIRCHILD「おまかせピタゴラス」 [11]
- 1988年：PSY・S「Robot」
- 1989年：JITTERIN'JINN「アニー」
- 1989年：大沢誉志幸「Standard Lover」
- 1989年：鈴木雅之「くーな」
- 1990年：大沢誉志幸「瞳のパラレル」
- 1990年：大江千里「たわわの果実」[12]
- 1991年：レピッシュ「FAMILY」
- 1991年：鈴木聖美 with Rats&Star「Let Me Cry」
- 1992年：チカブーン「カプセル」小川美潮「ウレシイの素」
- 1993年：飯島真理「キ・ラ・イ」
- 1993年：近藤ナツコ「いつかFall in Love」
- 1993年：The 99「1/2」
- 1994年：PTON!「ス・ヤ・ス・ヤ・アドベンチャー」
- 1994年：ウルフルズ「すっとばす」
- 1994年：サルサ・ピーナッツ「月影のナポリ」
- 1995年：上々颱風「My Girl」
- 1995年：水梨実枝「UNDER THE SKY〜大空の下で」
- 1996年：GAUCH!「みつばち野郎」
- 1996年：SLAP STICKS「109」
- 1996年：SPEAK「10月」
- 1997年：WIPERS「ドロッピング・サンデー」
- 1998年：ゴスペラーズ「夕焼けシャッフル」
- 1999年：明石家さんま & 所ジョージ「明石家さんまさんに聞いてみないとネ」
- 2000年：区麗情「大切な人」
- 2001年4月-：Linda「ONE SCENE」[13][14]
- 2001年10月-：Perfecto Allstarz「Reach Up」
- 2003年4月-9月：Keito Blow「Leggy girl」
- 2004年：MILKTEATH「ニューウェイブ・ワルツ」
- 2006年4月-9月：槇原敬之「尼崎の夜空を見上げて」
- 2007年4月-：上戸彩「way to heaven」[15]
- 2007年：矢井田瞳「ミラクルワイパー」
- 2008年4月-：大塚愛「ロケットスニーカー」[16]
- 2008年：BEGIN with アホナスターズ「笑顔のまんま」
- 2009年：大橋トリオ「sing sing」
- 2010年7月-2011年1月：Dream「ヒマワリ」
- 2011年2月-：Not yet「素直になりたい」
- 2011年7月-：しおり with かりゆし58「君の声が聞こえたんだ」
- 2012年1月-3月：ユナイテッドモンモンサン「星降る夜をとびこえて」
- 2012年7月-：CHEHON「Thanks」
- 2012年10月-：hy4_4yh「ハミングバード〜Give Me Song〜」
- 吉川みき「年上の彼女」
- しのざき美知「夜空」
- 所ジョージ「恋の工場長」

## ネット局
系列は現在のものを使用。
| 放送対象地域  | 放送局                    | 系列                                         | 放送日時                     | ネット状況 | 脚注                                    |
| ------------- | ------------------------- | -------------------------------------------- | ---------------------------- | ---------- | --------------------------------------- |
| 近畿広域圏    | 関西テレビ（KTV）         | フジテレビ系列                               | 土曜 13:56 - 14:25           | 制作局     | [ 注 12 ]                               |
| 北海道        | 北海道文化放送（UHB）     | フジテレビ系列                               | 土曜 18:30 - 19:00           | 遅れネット | [ 注 13 ]                               |
| 岩手県        | 岩手めんこいテレビ（mit） | フジテレビ系列                               | 土曜 11:15 - 11:45           | 遅れネット | [ 注 14 ]                               |
| 宮城県        | 仙台放送（OX）            | フジテレビ系列                               | 土曜 12:53 - 13:23           | 遅れネット | [ 注 15 ]                               |
| 秋田県        | 秋田テレビ（AKT）         | フジテレビ系列                               | 土曜 18:00 - 18:30           | 遅れネット | [ 注 16 ]                               |
| 山形県        | 山形テレビ（YTS）         | テレビ朝日系列                               | 土曜 18:30 - 19:00           | 遅れネット | [ 注 17 ]                               |
| 山形県        | さくらんぼテレビ（SAY）   | フジテレビ系列                               | 土曜 17:00 - 17:30           | 遅れネット | [ 注 18 ]                               |
| 福島県        | 福島テレビ（FTV）         | フジテレビ系列                               | 土曜 10:30 - 11:00           | 遅れネット | [ 注 19 ]                               |
| 関東広域圏    | フジテレビ（CX）          | フジテレビ系列                               | 日曜 13:00 - 13:30           | 遅れネット | [ 注 20 ] [ 注 21 ] [ 注 22 ] [ 注 23 ] |
| 新潟県        | 新潟総合テレビ（NST）     | フジテレビ系列                               | 土曜 16:00 - 16:30           | 遅れネット | [ 注 24 ]                               |
| 長野県        | 長野放送（NBS）           | フジテレビ系列                               | 土曜 16:00 - 16:30           | 遅れネット |                                         |
| 静岡県        | テレビ静岡（SUT）         | フジテレビ系列                               | 土曜 17:00 - 17:30           | 遅れネット |                                         |
| 富山県        | 富山テレビ（BBT）         | フジテレビ系列                               | 土曜 10:25 - 10:55           | 遅れネット | [ 注 25 ]                               |
| 石川県        | 石川テレビ（ITC）         | フジテレビ系列                               | 土曜 18:30 - 19:00           | 遅れネット | [ 注 26 ]                               |
| 福井県        | 福井テレビ（FTB）         | フジテレビ系列                               | 木曜 0:40 - 1:10（水曜深夜） | 遅れネット | [ 注 27 ]                               |
| 中京広域圏    | 東海テレビ（THK）         | フジテレビ系列                               | 土曜 10:55 - 11:25           | 遅れネット | [ 注 28 ]                               |
| 鳥取県 島根県 | 山陰中央テレビ（TSK）     | フジテレビ系列                               | 土曜 18:00 - 18:30           | 遅れネット | [ 注 16 ]                               |
| 岡山県 香川県 | 岡山放送（OHK）           | フジテレビ系列                               | 土曜 18:30 - 19:00           | 遅れネット | [ 注 29 ]                               |
| 広島県        | テレビ新広島（TSS）       | フジテレビ系列                               | 金曜 16:25 - 16:55           | 遅れネット | [ 注 30 ]                               |
| 愛媛県        | テレビ愛媛（EBC）         | フジテレビ系列                               | 土曜 17:00 - 17:30           | 遅れネット |                                         |
| 高知県        | テレビ高知（KUTV）        | TBS系列                                      | 主に土曜 19:00 - 19:30       | 遅れネット | [ 注 31 ]                               |
| 高知県        | 高知さんさんテレビ（KSS） | フジテレビ系列                               | 土曜 17:00 - 17:30           | 遅れネット | [ 注 32 ]                               |
| 福岡県        | テレビ西日本（TNC）       | フジテレビ系列                               | 土曜 17:00 - 17:30           | 遅れネット | [ 注 33 ] [ 注 34 ]                     |
| 佐賀県        | サガテレビ（STS）         | フジテレビ系列                               | 土曜 16:55 - 17:25           | 遅れネット |                                         |
| 長崎県        | テレビ長崎（KTN）         | フジテレビ系列                               | 土曜 18:30 - 19:00           | 遅れネット | [ 注 35 ]                               |
| 熊本県        | テレビ熊本（TKU）         | フジテレビ系列                               | 土曜 18:30 - 19:00           | 遅れネット | [ 注 36 ]                               |
| 大分県        | テレビ大分（TOS）         | 日本テレビ系列 フジテレビ系列                | 木曜 16:21 - 16:50           | 遅れネット | [ 注 37 ]                               |
| 宮崎県        | テレビ宮崎（UMK）         | フジテレビ系列 日本テレビ系列 テレビ朝日系列 | 土曜 10:10 - 10:40           | 遅れネット | [ 注 38 ]                               |
| 鹿児島県      | 鹿児島テレビ（KTS）       | フジテレビ系列                               | 土曜 18:00 - 18:30           | 遅れネット | [ 注 16 ] [ 注 39 ] [ 注 40 ]           |
| 沖縄県        | 沖縄テレビ（OTV）         | フジテレビ系列                               | 土曜 0:55 - 1:25（金曜深夜） | 遅れネット | [ 注 41 ]                               |
| 青森県        | 青森放送（RAB）           | 日本テレビ系列                               | 日曜 14:25 - 14:55           | 遅れネット | [ 注 42 ]                               |
| 山梨県        | 山梨放送（YBS）           | 日本テレビ系列                               | 金曜 0:53 - 1:23（木曜深夜） | 遅れネット | [ 注 43 ]                               |
| 山口県        | テレビ山口（tys）         | TBS系列                                      | 不定期放送                   | 遅れネット | [ 注 44 ] [ 注 45 ] [ 注 46 ]           |
| 徳島県        | 四国放送（JRT）           | 日本テレビ系列                               | 不定期放送                   | 遅れネット | [ 注 47 ]                               |

## 放送形態について

### 関西テレビの放送時間変遷
| 期間    | 期間    | 放送時間（日本時間）         |
| ------- | ------- | ---------------------------- |
| 1985.04 | 1994.03 | 月曜日 19:00 - 19:30（30分） |
| 1994.04 | 1996.03 | 金曜日 19:00 - 19:30（30分） |
| 1996.04 | 2002.03 | 火曜日 19:00 - 19:30（30分） |
| 2002.04 | 2004.09 | 金曜日 19:00 - 19:30（30分） |
| 2004.10 | 2009.03 | 金曜日 19:00 - 19:29（29分） |
| 2009.04 | 2016.9  | 土曜日 13:56 - 14:25（29分） |